# Marc-Antoine Pierson
Émile Marc-Antoine Pierson, né le 26 mars 1908 à Wetteren et mort le 5 septembre 1988 à Bruxelles, est un homme politique belge socialiste du PSB.

## Biographie
Marc-Antoine Pierson est issu d'une famille francophone de Gand. Il a étudié le droit à l'ULB et est devenu stagiaire au cabinet d'avocats Eugène Soudan. En plus de son travail juridique, il se consacre également au journalisme et à l’écriture historique.
De 1952 à 1968, il est député à la Chambre des représentants pour la circonscription de Bruxelles pour le PSB. Il a été président de la commission de la justice de la Chambre pendant de nombreuses années. De 1962 à 1965, il fut chef du groupe socialiste à la Chambre. De 1968 à 1978, il siège ensuite au Sénat en tant que sénateur coopté.
De 1965 à 1966, Marc-Antoine Pierson est ministre des Affaires économiques dans le gouvernement Harmel. Durant son ministère, plusieurs mines de charbon de Wallonie et de Wallonie ainsi que la mine de Zwartberg furent fermées.
En 1974, il est nommé Ministre d'État.
Il était marié à la romancière Marianne Pierson-Piérard, fille du député et écrivain Louis Piérard.

## Publications
Marc-Antoin Pierson a publié plusieurs ouvrages sur le socialisme :
- Histoire du socialisme en Belgique (1953)
- Nouvelles du socialisme (1971)